# Herrarnas C-2 500 meter i kanotsport vid olympiska sommarspelen 2000
Herrarnas C-2 500 meter vid olympiska sommarspelen 2000 hölls på Sydney International Regatta Centre i Sydney. 

## Medaljörer
| Gren           | Guld                           | Silver                                     | Brons                                 |
| C-2, 500 meter | Ungern Ferenc Novák Imre Pulai | Polen Daniel Jędraszko Paweł Baraszkiewicz | Rumänien Mitică Pricop Florin Popescu |

## Resultat

### Heat
| Heat 1 av 2 Datum: Onsdagen den 27 september 2000 | Heat 1 av 2 Datum: Onsdagen den 27 september 2000 | Heat 1 av 2 Datum: Onsdagen den 27 september 2000 | Heat 1 av 2 Datum: Onsdagen den 27 september 2000 | Heat 1 av 2 Datum: Onsdagen den 27 september 2000 |
| Placering                                         | Nation                                            | Kanotister                                        | Tid                                               | Kval                                              |
| ------------------------------------------------- | ------------------------------------------------- | ------------------------------------------------- | ------------------------------------------------- | ------------------------------------------------- |
| 1                                                 | Polen                                             | Daniel Jędraszko och Paweł Baraszkiewicz          | 1:41.511                                          | QF                                                |
| 2                                                 | Ukraina                                           | Serhiy Klyniuk och Dmytro Sablin                  | 1:42.903                                          | QF                                                |
| 3                                                 | Tyskland                                          | Christian Gille och Thomas Zereske                | 1:43.233                                          | QF                                                |
| 4                                                 | Tjeckien                                          | Petr Procházka och Jan Břečka                     | 1:44.175                                          | QS                                                |
| 5                                                 | Spanien                                           | José Alfredo Bea och David Mascató                | 1:44.973                                          | QS                                                |
| 6                                                 | Kroatien                                          | Nikica Ljubek och Dražen Funtak                   | 1:45.567                                          | QS                                                |
| 7                                                 | Mexiko                                            | José Ramón Ferrer och José Antonio Romero         | 1:45.927                                          | QS                                                |
| 8                                                 | Kanada                                            | Attila Buday och Tamás Buday, Jr.                 | 1:46.557                                          | QS                                                |

| Heat 2 av 2 Datum: Onsdagen den 27 september 2000 | Heat 2 av 2 Datum: Onsdagen den 27 september 2000 | Heat 2 av 2 Datum: Onsdagen den 27 september 2000 | Heat 2 av 2 Datum: Onsdagen den 27 september 2000 | Heat 2 av 2 Datum: Onsdagen den 27 september 2000 |
| Placering                                         | Nation                                            | Kanotister                                        | Tid                                               | Kval                                              |
| ------------------------------------------------- | ------------------------------------------------- | ------------------------------------------------- | ------------------------------------------------- | ------------------------------------------------- |
| 1                                                 | Rumänien                                          | Mitică Pricop och Florin Popescu                  | 1:41.904                                          | QF                                                |
| 2                                                 | Kuba                                              | Ibrahim Rojas och Leobaldo Pereira                | 1:42.180                                          | QF                                                |
| 3                                                 | Ungern                                            | Ferenc Novák och Imre Pulai                       | 1:42.816                                          | QF                                                |
| 4                                                 | Kazakstan                                         | Zjomart Satubaldin och Konstantin Negodjajev      | 1:45.810                                          | QS                                                |
| 5                                                 | Storbritannien                                    | Andrew Train och Stephen Train                    | 1:46.986                                          | QS                                                |
| 6                                                 | Ryssland                                          | Aleksandr Kovaljov och Aleksandr Kostoglod        | 1:47.682                                          | QS                                                |
| 7                                                 | Slovakien                                         | Ján Kubica och Mário Ostrćil                      | 1:47.934                                          | QS                                                |

Totala resultant heat
| Heat Totala resultat | Heat Totala resultat | Heat Totala resultat                         | Heat Totala resultat | Heat Totala resultat | Heat Totala resultat | Heat Totala resultat |
| Placering            | Kanotist             | Nation                                       | Heat                 | Placering            | Tid                  | Kval                 |
| -------------------- | -------------------- | -------------------------------------------- | -------------------- | -------------------- | -------------------- | -------------------- |
| 1                    | Polen                | Daniel Jędraszko och Paweł Baraszkiewicz     | 1                    | 1                    | 1:41.511             | QF                   |
| 2                    | Rumänien             | Mitică Pricop och Florin Popescu             | 2                    | 1                    | 1:41.904             | QF                   |
| 3                    | Kuba                 | Ibrahim Rojas och Leobaldo Pereira           | 2                    | 2                    | 1:42.180             | QF                   |
| 4                    | Ungern               | Ferenc Novák och Imre Pulai                  | 2                    | 3                    | 1:42.816             | QF                   |
| 5                    | Ukraina              | Serhiy Klyniuk och Dmytro Sablin             | 1                    | 2                    | 1:42.903             | QF                   |
| 6                    | Tyskland             | Christian Gille och Thomas Zereske           | 1                    | 3                    | 1:43.233             | QF                   |
| 7                    | Tjeckien             | Petr Procházka och Jan Břečka                | 1                    | 4                    | 1:44.175             | QS                   |
| 8                    | Spanien              | José Alfredo Bea och David Mascató           | 1                    | 5                    | 1:44.973             | QS                   |
| 9                    | Kroatien             | Nikica Ljubek och Dražen Funtak              | 1                    | 6                    | 1:45.567             | QS                   |
| 10                   | Kazakstan            | Zjomart Satubaldin och Konstantin Negodjajev | 2                    | 4                    | 1:45.810             | QS                   |
| 11                   | Mexiko               | José Ramón Ferrer och José Antonio Romero    | 1                    | 7                    | 1:45.927             | QS                   |
| 12                   | Kanada               | Attila Buday och Tamás Buday, Jr.            | 1                    | 8                    | 1:46.557             | QS                   |
| 13                   | Storbritannien       | Andrew Train och Stephen Train               | 2                    | 5                    | 1:46.986             | QS                   |
| 14                   | Ryssland             | Aleksandr Kovaljov och Aleksandr Kostoglod   | 2                    | 6                    | 1:47.682             | QS                   |
| 15                   | Slovakien            | Ján Kubica och Mário Ostrćil                 | 2                    | 7                    | 1:47.934             | QS                   |

### Semifinal
| Heat 1 av 1 Date: Fredagen den 29 september 2000 | Heat 1 av 1 Date: Fredagen den 29 september 2000 | Heat 1 av 1 Date: Fredagen den 29 september 2000 | Heat 1 av 1 Date: Fredagen den 29 september 2000 | Heat 1 av 1 Date: Fredagen den 29 september 2000 |
| Placering                                        | Nation                                           | Kanotister                                       | Tid                                              | Kval                                             |
| ------------------------------------------------ | ------------------------------------------------ | ------------------------------------------------ | ------------------------------------------------ | ------------------------------------------------ |
| 1                                                | Ryssland                                         | Aleksandr Kovaljov och Aleksandr Kostoglod       | 1:44.981                                         | QF                                               |
| 2                                                | Spanien                                          | José Alfredo Bea och David Mascató               | 1:45.677                                         | QF                                               |
| 3                                                | Kazakstan                                        | Zjomart Satubaldin och Konstantin Negodjajev     | 1:45.809                                         | QF                                               |
| 4                                                | Tjeckien                                         | Petr Procházka och Jan Břečka                    | 1:46.013                                         |                                                  |
| 5                                                | Mexiko                                           | José Ramón Ferrer och José Antonio Romero        | 1:46.811                                         |                                                  |
| 6                                                | Kroatien                                         | Nikica Ljubek och Dražen Funtak                  | 1:46.955                                         |                                                  |
| 7                                                | Kanada                                           | Attila Buday och Tamás Buday, Jr.                | 1:47.525                                         |                                                  |
| 8                                                | Slovakien                                        | Ján Kubica och Mário Ostrćil                     | 1:48.749                                         |                                                  |
| 9                                                | Storbritannien                                   | Andrew Train och Stephen Train                   | 1:49.931                                         |                                                  |

### Final
| Heat 1 av 1 Datum: Söndagen den 1 oktober 2000 | Heat 1 av 1 Datum: Söndagen den 1 oktober 2000 | Heat 1 av 1 Datum: Söndagen den 1 oktober 2000 | Heat 1 av 1 Datum: Söndagen den 1 oktober 2000 | Heat 1 av 1 Datum: Söndagen den 1 oktober 2000 |
| Placering                                      | Nation                                         | Kanotister                                     | Tid                                            |                                                |
| ---------------------------------------------- | ---------------------------------------------- | ---------------------------------------------- | ---------------------------------------------- | ---------------------------------------------- |
| 1                                              | Ungern                                         | Ferenc Novák och Imre Pulai                    | 1:51.284                                       |                                                |
| 2                                              | Polen                                          | Daniel Jędraszko och Paweł Baraszkiewicz       | 1:51.536                                       |                                                |
| 3                                              | Rumänien                                       | Mitică Pricop och Florin Popescu               | 1:54.260                                       |                                                |
| 4                                              | Spanien                                        | José Alfredo Bea och David Mascató             | 1:56.600                                       |                                                |
| 5                                              | Tyskland                                       | Christian Gille och Thomas Zereske             | 1:59.294                                       |                                                |
| 6                                              | Ryssland                                       | Aleksandr Kovaljov och Aleksandr Kostoglod     | 2:00.134                                       |                                                |
| 7                                              | Kazakstan                                      | Zjomart Satubaldin och Konstantin Negodjajev   | 2:01.436                                       |                                                |
| 8                                              | Ukraina                                        | Serhiy Klyniuk och Dmytro Sablin               | 2:02.612                                       |                                                |
| 9                                              | Kuba                                           | Ibrahim Rojas och Leobaldo Pereira             | 2:17.126                                       |                                                |